# Pelophylax kurtmuelleri
La rana de los Balcanes (Pelophylax kurtmuelleri) es una especie de anuro de la familia Ranidae. 

## Distribución
Se encuentra en Grecia y en Albania, y en menor extensión en Montenegro y Serbia.
Esta especie se encuentra en la mayor parte de Grecia excepto el extremo noreste, donde aparece P. ridibundus en su lugar. En el oeste de Grecia coincide con Pelophylax epeiroticus. Aparece desde el nivel del mar hasta los 1000 m de altura, pero es escasa por encima de los 600 m. Hay pequeñas poblaciones introducidas en Dinamarca e Italia.

## Descripción
Se parece mucho a Pelophylax ridibundus de la que se distingue formalmente desde 1991 mediante análisis bioacústicos. La separación de esta especie no está unánimemente aceptada.
La longitud media es 72 mm para los machos y 78 mm para las hembras adultas. El dorso tiene una coloración verde o ocasonalmente parda, generalmente con una línea media de color verde claro, y manchas oscuras distribuidas irregularmente. El tímpano es de color bronce o verde rodeado por un color más oscuro.

## Publicación original
- Gayda, 1940 "1939" : Su alcuni anfibi e rettili dellAlbania esistenti nel Museo zoologico di Berlino. Atti della Societa Italiana di Scienze Naturali e del Museo Civico di Storia Naturale di Milano, vol. 79, p. 263-272.